# Ralph Merkle

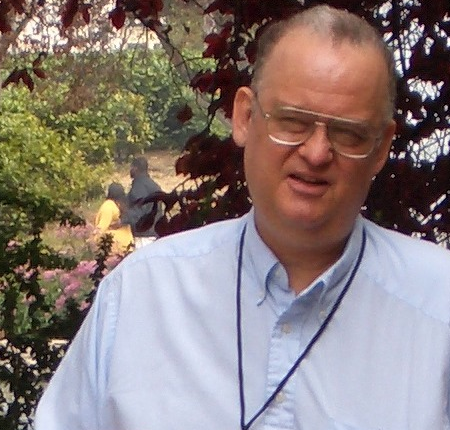
Ralph C. Merkle (2007)

Ralph C. Merkle (* 2. Februar 1952 in den USA) ist ein Wissenschaftler, der zu den Pionieren asymmetrischer Kryptosysteme gehört.

## Leben und Werk
Merkle stammt in dritter Generation von Schweizer Einwanderern ab. Sein Vater Ted Merkle war der verantwortliche Wissenschaftler des Projekt Pluto am Lawrence Livermore National Laboratory, das Kernreaktor-angetriebene Interkontinentalraketen entwickelte. Seine Schwester Judith Merkle Riley verfasst historische Romane. Seine Frau Carol Shaw war bei Atari eine frühe Computerspiel-Designerin (3 D Tic Tac Toe, 1979). Sein Großonkel Fred Merkle (1888–1956) war ein bekannter Baseball-Spieler.
Merkle besuchte die Livermore High School (Abschluss 1970) und studierte danach Informatik an der University of California, Berkeley (Bachelor 1974, Master-Abschluss 1977). Er promovierte 1979 in Elektrotechnik an der Stanford University (Secrecy, authentication and public key systems), wo es schon Mitte der 1970er Jahre zur Zusammenarbeit mit seinem Lehrer Hellman in Public-Key-Kryptographie kam.
Schon 1974 schlug er ein Public-Key-Protokoll vor, Merkles Puzzle, das allerdings erst 1978 veröffentlicht wurde.
Gemeinsam mit Whitfield Diffie und Martin Hellman entwickelte er danach das Verfahren für den Diffie-Hellman-Schlüsselaustausch.
Das von Merkle und Hellman vorgeschlagene auf dem Rucksackproblem basierende Public-Key-Kryptosystem (Merkle-Hellman-Kryptosystem) wurde 1982 von Adi Shamir gebrochen.
Später war er Professor für Informatik am Georgia Institute of Technology. Derzeit beschäftigt er sich mit Fragen zur Computersicherheit und molekularen Nanotechnologie. Er ist Direktor bei der Alcor Life Extension Foundation, einer Gesellschaft in Arizona, die sich mit Kryonik von Menschen beschäftigt. Von Merkle stammen neben Hash-Bäumen und der Merkle-Damgård-Konstruktion auch der Hash-Algorithmus Snefru und die Blockchiffren Khufu und Khafre.
Für seine Beteiligung an der Erfindung der Public-Key-Kryptographie erhielt er unter anderem den Kobayashi Award der IEEE, 1996 den Paris-Kanellakis-Preis der ACM und 2000 den RSA Award. Er ist Fellow der International Association for Cryptologic Research (IACR).

## Schriften
- Ralph C. Merkle, Secrecy, authentication, and public key systems, UMI Research Press, 1982, ISBN 0-8357-1384-9.
- Robert A. Freitas, Ralph C. Merkle, Kinematic Self-Replicating Machines, Landes Bioscience, 2004, ISBN 1-57059-690-5.